# Kuomintangs revolutionära kommitté
Kuomintangs revolutionära kommitté är ett av de åtta legala politiska partierna i Folkrepubliken Kina och en frontorganisation till Kinas kommunistiska parti. Förbundet bildades under det kinesiska inbördeskriget den 1 januari 1948 av vänsterorienterade medlemmar i Kuomintang som gjorde anspråk på att företräda Kuomintangs sanna principer, men kontrollerades i praktiken av Kinas kommunistiska parti.
Sun Yat-sens änka Soong Ching-ling spelade en ledande roll i grundandet av partiet, liksom krigsherren Feng Yuxiang, som dock avled senare 1948. Partiet deltog i upprättandet i Folkrepubliken Kina hösten 1949
Partiet förvaltar Kuomintangs kvarvarande tillgångar på det kinesiska fastlandet och har en betydelsefull ställning i Kinesiska folkets politiskt rådgivande konferens, där 30 procent av ledamöterna tillhör partiet.

## Ordförande
- Li Jishen (1948–1959)
- He Xiangning (1960–1972)
- Zhu Yunshan (1979–1981)
- Wang Kunlun (1981–1985)
- Qu Wu (1987–1988)
- Zhu Xuefan (1988–1992)
- Li Peiyao (1992–1996)
- He Luli (1996–2007)
- Zhou Tienong (2007–2012)
- Wan Exiang (2012–)

### Hedersordförande
- Soong Ching-ling (1948–1949)
- Qu Wu (1988–1992)
- Zhu Xuefan (1992–1996)
- Hou Jingru (1992–1994)
- Sun Yueqi (1992–1995)